# William Charles Price
William Charles Price FRS (1 de abril de 1909 — 10 de março de 1993) foi um físico galês.